# The Enemy (groupe)
Pour les articles homonymes, voir The Enemy.
The Enemy est un groupe britannique de rock indépendant, originaire de Coventry, en Angleterre. Le premier album du groupe, We'll Live and Die in These Towns (2007) devient premier des ventes au Royaume-Uni dès sa sortie. Leur deuxième album, Music for the People (2008) se hisse à la deuxième place du même classement. Streets In The Sky, leur troisième album studio, est sorti en mai 2012, et fait aussi son entrée dans le top 10 des ventes d'albums au Royaume-Uni. Le groupe se sépare en 2016 après une tournée d'adieu.

## Histoire

### Formation et débuts (2006–2007)
Le bassiste Andy Hopkins et le batteur Liam Watts viennent de Coventry, et le chanteur et multi-instrumentaliste Tom Clarke vient de Birmingham, emménageant plus tard à Coventry. Clarke étudiera à la Finham Park Secondary School pendant son adolescence, Hopkins à la Heart of England School près de Balsall Common, et Watts à l'école secondaire Cardinal Newman.
The Enemy rencontre son agent artistique, John Dawkins, car la tante de Watts travaillait avec la famille de Dawkins. Dawkins demandera un service au producteur Matt Terry : donner un peu de temps libre pour le groupe au studio. Terry produit ensuite trois chansons que sont Heart Attack, Had Enough et 40 Days and 40 Night. Dawkins donnera ensuite la démo de David Bianchi au A&R de Warner. En 2006, le groupe joue en ouverture du Godiva Festival de Coventry.

### We'll Live and Die in These Towns(2007–2008)
Ils gagnent en reconnaissance après avoir été cité par le magazine NME en 2007. Ils jouent avec Oasis, The Fratellis, Kasabian, The Paddingtons, Ash, Manic Street Preachers et Stereophonics à leur tournée britannique. En juin 2007, The Enemy joue deux fois au Glastonbury Festival, une première au Guardian Lounge le samedi, puis sur le Other Stage l'autre samedi. Ils jouent aussi en tête d'affiche avec T in the Park dans la tante Futures le 7 juillet 2007.
Leur single, Away from Here, entre à la huitième place des classements, et Had Enough à la quatrième place. Rapidement, The Enemy participe au NME 2007 Rock 'N' Roll Riot Tour entre septembre et octobre 2007 avec Lethal Bizzle et The Wombats, ainsi qu'au festival Jersey Live. Ils jouent aussi avec les Rolling Stones leur dernière nuit de tournée à l'O2 Arena. En septembre 2007, Alex Zane, présentateur de Xfm Breakfast Show annonce que le groupe ne jouera pas à son émission. Après qu'ils avoir joué leur single You're Not Alone pendant sept secondes, il explique que des altercations entre lui et le groupe sur une interview fera qu'il ne jouera pas leur chanson,.

### Music for the People(2008–2009)

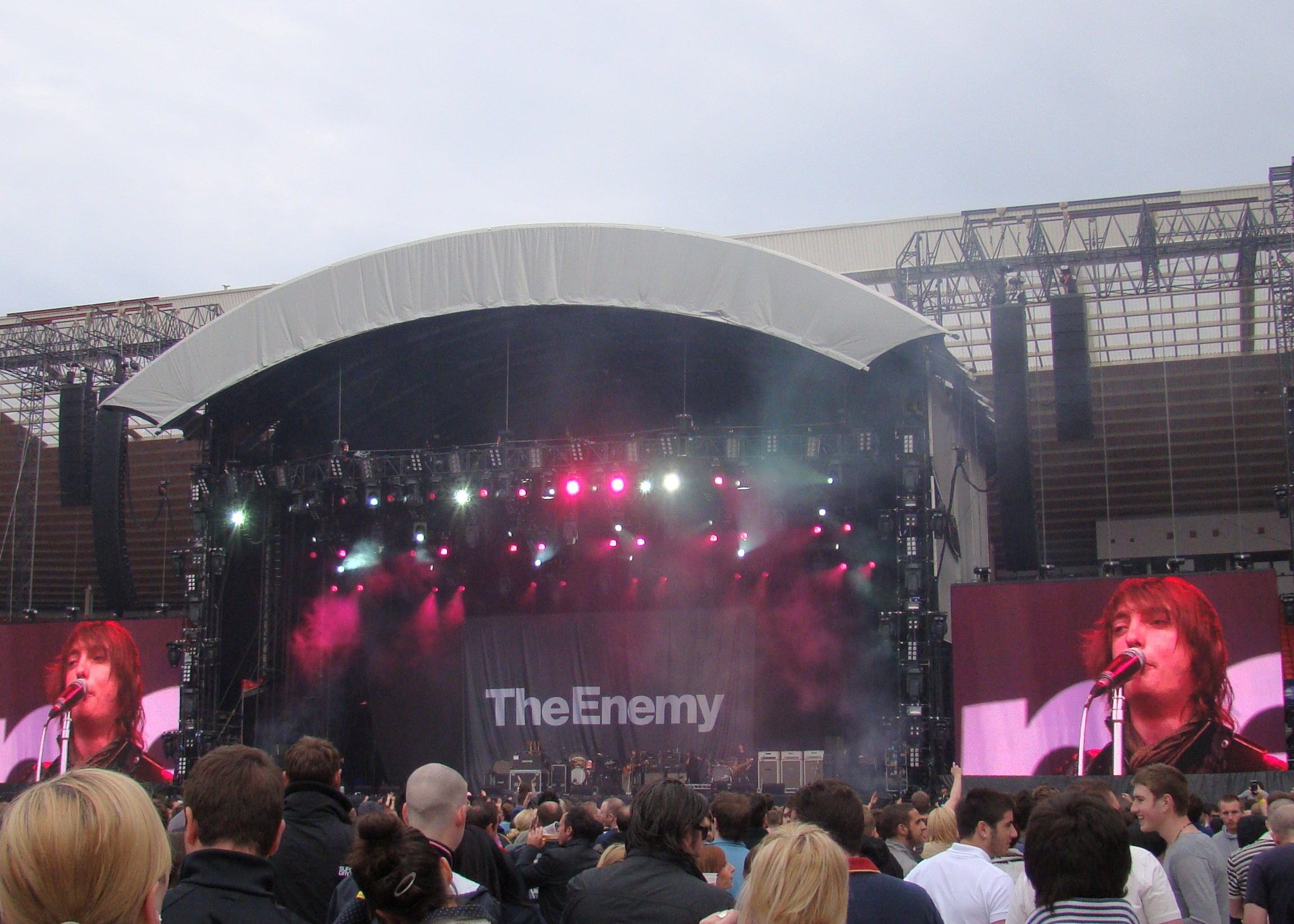
The Enemy avec Oasis, en 2009.

Le mois de mars 2008 assiste au démarrage de la production de leur deuxième album et de six nuits d'affilée au London Astoria. En avril 2008, le groupe joue à la Coventry's Ricoh Arena, à guichet fermé pendant deux nuits. Le mois suivant, ils jouent avec Kaiser Chiefs au Elland Road Stadium. Ils jouent ensuite en tête d'affiche du Godiva Festival le 5 juillet 2008. Puis ils jouent au Reading and Leeds Festivals en août. 
Avec Kasabian et Twisted Wheel, The Enemy jouent avec Oasis à leur tournée Dig Out Your Soul Tour, qui comprend un concert à la Ricoh Arena. En mars et avril 2009, le groupe effectue une tournée britannique et irlandaise, jouant devant 70 000 spectateurs avec Twisted Wheel et Kid British. La chanteuse Emma Skipp les rejoint sur No Time for Tears. The Enemy est forcé d'annuler sa participation au concert d'Oasis, au Heaton Park, le 4 juin car le chanteur Tom Clarke souffre d'intoxication alimentaire.

### Streets in the Sky(2012–2013)
Après avoir tourné pour Music for the People, le groupe se met en pause pendant deux ans avant de commencer à travailler sur un troisième album. The Enemy annonce en 2011 avoir commencé son album. Ils révèlent sa sortie pour la fin du printemps 2012. Le groupe signe au label Cooking Vinyl et travaille avec l'agent artistique John Dawkins et le producteur Joby Ford (The Bronx). Des chansons de l'album sont enregistrées à Londres et Los Angeles – le groupe tournera plus tard dans l'année. Le 21 février 2012, un message blog de Tom Clarke annonce le titre : Streets in the Sky, et prévoit un single gratuit, Gimme the Sign. L'album comprend des chansons comme This is Real (que le groupe publie sur son site web comme démo), Saturday, 1-2-3-4 et Bigger Cages (Longer Chains). L'album est publié le 21 mai 2012, le même jour que leurs deux concerts dans les ruines de la cathédrale de Coventry. Cependant, le 15 mai 2012, ses ruines seront remplacées par la boite de nuit Kasbah pour des raisons d'hygiène et de sécurité
Le 10 avril 2012, The Enemy annonce sa venue au FA Cup Final au stade de Wembley le 5 mai. Le groupe jouera deux chansons issues de son troisième album Streets in the Sky avant le match, depuis le toit du stade. Cet événement aussi retransmis à l'émission Talk of the Terrace sur ESPN, pendant le match. L'album est très mal accueilli, bien plus que son prédécesseur,. En juin 2012, ils annoncent une tournée britannique, à commencer par le 28 septembre au Weston-super-Mare et à terminer le 26 octobre à Birmingham. Le 6 septembre 2012 le single Saturday, de Streets in the Sky est annoncé dans la bande-son du jeu vidéo FIFA 13, distribué par EA Sports.
The Enemy joue en tête d'affiche du festival Crooked Ways à West Yorkshire le 1er juin 2013, et joue au Y Not Festival de Derbyshire, le 4 août 2013.

### It's Automatic(2014–2016)
The Enemy annonce un quatrième et dernier studio album intitulé It's Automatic, et prévu pour le 8 octobre 2015. Le premier single s'intitule Don't Let Nothing Get in the Way, publié le 7 juillet 2015. It's Automatic est accueilli de manière mitigée,. Le chanteur Tom Clarke annoncela séparation du groupe.

### Retour (depuis 2022)
Le 30 octobre 2021, lors de son concert solo au HMV Empire de Coventry, Tom Clarke est rejoint sur scène par ses ex-compagnons de groupe, alors qu'il annonce un concert de retour le 28 octobre 2022. Le lendemain, le groupe annonce une tournée de reformation complète au Royaume-Uni pour célébrer les 15 ans de leur premier album, We'll Live and Die in These Towns.
The Enemy poursuit ensuite son retour sur scène avec une tournée britannique à guichets fermés dans de nombreuses salles de l'O2. Cette tournée de 2022 s'achève par trois concerts à guichets fermés dans leur ville natale de Coventry (HMV Empire). En 2023, The Enemy fait son retour sur le circuit des festivals britanniques. Ils participent notamment au TRSNMT, au festival de l'île de Wight et au Neighbourhood Weekender de Manchester (pour n'en citer que quelques-uns). Ce programme chargé est souligné par une place en tête d'affiche extrêmement bien accueillie le vendredi du Godiva Festival de Coventry.

## Membres
- Tom Clarke – chant, guitare, piano, instruments à cordes
- Liam Watts – batterie
- Andy Hopkins – basse, chœurs

## Discographie

### Albums studio
| Album                             | Détails                                                                                         | Meilleure position | Meilleure position |
| Album                             | Détails                                                                                         | R.-U               | IRL                |
| --------------------------------- | ----------------------------------------------------------------------------------------------- | ------------------ | ------------------ |
| We'll Live and Die in These Towns | - Sorti le : 9 juillet 2007 - Label : Warner Bros. - Format : CD, téléchargement payant         | 1                  | 63                 |
| Music for the People              | - Sorti le : 27 avril 2009 - Label : Warner Bros. - Format : CD, téléchargement payant          | 2                  | 41                 |
| Streets in the Sky                | - Sorti le : 21 mai 2012 - Label : Cooking Vinyl, E1 Music - Format : CD, téléchargement payant | 9                  | —                  |
| It's Automatic                    | - Sorti le : 9 octobre 2015 - Label : VAM Records - Format : CD, téléchargement payant          | —                  | —                  |

### Singles
- 2007 : It's Not OK (Limited Edition Vinyl)
- 2007 : Away from Here (#8 UK)
- 2007 : Had Enough (no 4 UK)
- 2007 : You're Not Alone" no 18 UK)
- 2007 : We'll Live and Die in These Towns (no 21 UK)
- 2008 : This Song (no 41 UK)
- 2009 : No Time for Tears (no 16 UK)
- 2009 : Sing When You're in Love (no 122 UK)
- 2009 : Be Somebody" (téléchargement uniquement) – (no 193 UK)
- 2012 : Gimme the Sign (téléchargement gratuit)
- 2012 : Saturday
- 2012 : Like a Dancer
- 2012 : This Is Real